# 양근 김씨
양근 김씨(楊根金氏)는 경기도 양평군을 관향으로 하는 한국의 성씨이다.
시조인 김인찬은 본래 금녕 김씨이며, 그는 태조 이성계를 도와 좌명일등공신으로 익화군에 봉해지고 식읍으로 양근(양평군)을 받으며 양근을 본관으로 했다.